# Pachytullbergia scabra
 (septembre 2019).
Genre
Espèce
Pachytullbergia scabra, unique représentant du genre Pachytullbergia, est une espèce de collemboles de la famille des Pachytullbergiidae.

## Distribution
Cette espèce se rencontre en Amérique du Sud.

## Publication originale
- Bonet, 1947 : Un nuevo genero do colembolos de Argentina. Anales de la Escuela Nacional de Ciencias Biologicas Mexico, vol. 4, p. 405-411.